# N647 (België)
De N647 is een gewestweg in de Belgische provincie Luik. De weg verbindt de N676 bij Sourbrodt met de N632 in Bütgenbach. De route heeft een lengte van ongeveer 12 kilometer.

## Plaatsen langs de N647
- Elsenborn met Kamp Elsenborn
- Nidrum
- Bütgenbach (hier heet de N647 de Monschauer Straße)